# Henk Visser (politicus)
Henk Visser (1946) is een Nederlandse oud-politicus voor de ChristenUnie.
Visser begon zijn politieke carrière als partijvoorzitter van een van de voorgangers van de ChristenUnie, de Reformatorische Politieke Federatie (RPF) (1984-1987). Hierna werd hij gemeenteraadslid in Oldebroek (1987-1990), bekleedde daarna zijn eerste burgemeesterspost in Arnemuiden (1990-1997) om vervolgens via Nieuw-Lekkerland (1997-2001) in Elburg te belanden, waarvan hij vanaf 2001 burgemeester was. Op 26 oktober 2007 nam hij afscheid van het burgemeesterschap. Ter gelegenheid van zijn afscheid werd hij benoemd tot Ridder in de Orde van Oranje-Nassau.
Op de kandidatenlijst van de ChristenUnie voor de Eerste Kamerverkiezingen van 29 mei 2007 stond hij op plaats nummer 15. Visser werd niet verkozen.